# Diecezja Bacolod
Diecezja Bacolod (łac. Diœcesis Bacolodensis) – diecezja rzymskokatolicka na Filipinach, z siedzibą w Bacolod. Powstała w 1932 z terenu diecezji Cebu i Jaro.

## Główne świątynie
- Katedra: Katedra św. Sebastiana w Bacolod
- Prokatedra: Prokatedra św. Dydaka w Silay

## Lista biskupów
- Casimiro Lladoc (1933–1951)
- Manuel Yap (1952–1966)
- Antonio Yapsutco Fortich (1967–1989)
- Camilo Diaz Gregorio (1989–2000)
- Vicente Navarra (2001–2016)
- Patricio Buzon (od 2016)